# Långgölen (Simonstorps socken, Östergötland, 651090-152494)
Långgölen är en sjö i Norrköpings kommun i Östergötland och ingår i Kilaån-Motala ströms kustområde.